# Melinda Gates
Melinda French Gates (født French, 15. august 1964) DBE er en tidligere Microsoft-leder med ansvar for Microsoft Publisher, Microsoft Bob, Microsoft Encarta og Microsoft Expedia. I 1994 giftede hun sig med Bill Gates, grundlæggeren af Microsoft. De har tre børn sammen.
Melinda er født og opvokset i Dallas, Texas.
Sammen med eks-manden grundlagde Melinda Bill & Melinda Gates Foundation, en velgørenhedsorganisation og de har doneret over 24 milliarder amerikanske dollar til stiftelsen. I december 2005 blev hun, sammen med eks-manden Bill Gates og musikeren Bono, kåret til Årets person af Time Magazine.
Melinda Gates og Bill Gates åbnede op omkring deres forhold og at de var på vej mod at blive skilt, men begge stadig ville forblive engageret i Bill & Melinda Gates Foundation